# Paramount-Parade
Paramount-Parade (Originaltitel: Paramount on Parade) ist ein US-amerikanischer Episodenfilm aus dem Jahre 1930 mit Musik, Tanz, Gesang und Sketchen. Regie führten Ernst Lubitsch und zehn weitere Kollegen.

## Handlung
In zwanzig einzelnen Episoden werden Parodien, Tanzeinlagen, Gesangsnummern und Sketche von Schauspielern vorgetragen, intoniert und gesteppt, die allesamt zu diesem Zeitpunkt bei Paramount Pictures unter Vertrag standen.

## Einzelepisoden
- „Titelsequenz“ mit Kay Francis und George Bancroft
- „Showgirls on Parade“ mit Mitzi Mayfair
- „We're the Masters of Ceremony“ mit Jack Oakie, Richard „Skeets“ Gallagher und Leon Errol
- „Love Time“ mit Buddy Rogers und Lillian Roth
- „Murder Will Out“ mit William Powell, Clive Brook, Warner Oland, Eugene Pallette und Jack Oakie
- „Origin of the Apache“ mit Maurice Chevalier und Evelyn Brent mit einer Parodie des so genannten „Apachentanz“
- „Song of the Gondolier“ mit Nino Martini, der „Come Back to Sorrento“ singt
- „In a Hospital“ mit Leon Errol und David Newell
- „In a Girl's Gym“ mit Jack Oakie und Zelma O’Neal
- „The Toreador“ mit Kay Francis und Harry Green (als Isadore, der Torero) in der Parodie von Carmen
- „The Montmartre Girl“ mit Ruth Chatterton, Stuart Erwin und Fredric March
- „Park in Paris“ mit Maurice Chevalier
- „Mitzi Herself“ mit Mitzi Green
- „The Schoolroom“ mit Helen Kane, die „What Did Cleopatra Say?“ singt, und Mitzi Green
- „The Gallows Song“ mit Skeets Gallagher und Dennis King
- „Dance Mad“ mit Nancy Carroll und die Abe Lyman's Band
- „Dream Girl“ mit Richard Arlen, Jean Arthur, Mary Brian, James Hall, Gary Cooper und Fay Wray, die „Let Us Drink To The Girl Of My Dreams“ singen.
- „The Redhead“ mit Clara Bow und 42 Marineangehörigen, die „True to the Navy“ singen
- „Impulses“ mit George Bancroft, Kay Francis und Cecil Cunningham
- „Rainbow Revels“, das Finale, mit Maurice Chevalier und einem Mädchenchor (in dem auch Iris Adrian und Virginia Bruce zu sehen sind), die „Sweeping the Clouds Away“ singen.

## Produktionsnotizen
Die Paramount-Parade wurde, wie der Name schon zeigt, von Paramount Pictures als eine große Leistungsschau konzipiert, mit der gezeigt werden sollte, was diese Major Company Hollywoods zum Anbruch des Tonfilmzeitalters zu leisten imstande war. Die Dreharbeiten begannen am 19. August 1929 und endeten am 19. Februar 1930. Obwohl überwiegend in Schwarzweiß gedreht, erhält diese Schau-Revue, in der de facto das gesamte Darstellerpersonal der Paramount auftreten musste, auch mehrere Technicolor-Sequenzen. Diese haben jedoch die Zeiten nicht überdauert, da die Firmenleitung das Originalnegativ mit den Farbnummern zerstören ließ. Bis 1996 erhielt der Film daher nur noch eine einzige Farbsequenz, die Abschlussnummer mit Maurice Chevalier, in der er das Lied „Up on Top of a Rainbow“ singt. Seitdem hat sich das UCLA-Archiv an die Restaurierung des Films begeben und weitere Farbsequenzen wiederhergestellt. Die feierliche Uraufführung des ursprünglich rund 102-minütigen Films erfolgte am 22. April 1930. Spätere (stark verstümmelte) Fassungen, wie etwa eine, die Jahrzehnte später im US-Fernsehen lief, wurden bis auf 77 Minuten heruntergekürzt.
Ein Trupp von elf Regisseuren wurde dienstverpflichtet, um die beinah 50 mit Sprechrollen bedachten Darsteller in den einzelnen Sketchen in Szene zu setzen. Der berühmteste von ihnen, Ernst Lubitsch, inszenierte den Sketch „Origin of the Apache“ mit Maurice Chevalier, der bei der Kritik (s. u.) besonderen Anklang fand. Beide hatten unmittelbar zuvor bereits bei dem Film Liebesparade zusammengearbeitet und damit einen überwältigenden Erfolg feiern können.
Es wurden für zahlreiche nicht-englischsprachige Länder spezielle Versionen (u. a. in Spanisch, Deutsch, Französisch, Holländisch, Rumänisch, Japanisch, Polnisch etc.) angefertigt, die zum Teil andere Darsteller und andere Regisseure aufwiesen. Ob Paramount on Parade auch in Deutschland lief, kann derzeit nicht mit Sicherheit festgestellt werden. In Österreich lief der Streifen unter dem Titel Paramount-Parade in den Kinos an. Dort konnte man als deutschsprachige Mitwirkende Dina Gralla und Eugen Rex sehen.

## Kritiken
„Von allen Revuen ist diese die einzige, die alles beinhaltet, was man von einer erstklassigen Broadway-Show erwartet … Um es kurz zu machen: der Film ist ein einziges Vergnügen.“

„…ein wirklich erfreuliches Stück Arbeit, eins, das weit mehr vergnüglich ist als jede andere Filmrevue, die am Broadway aufgeführt wird. Einer der am auffallendsten Sketche ist der ‚Origin of the Apache‘-Tanz.“

„Mit der tollen Auflistung populärer Persönlichkeiten, plus einer Ladung Komödie und besonders vergnüglichen Auftritten von Maurice Cevalier, der kleinen Mitzi Green und Nino Martini … sollte diese Revue überall ein Kracher werden.“

„… eine Klasse für sich. Wirkliche Unterhaltung … Paramount on Parade gibt Zeugnis ab, wie diese erste Produktion ihrer Art in fast unglaublicher Gleichmäßigkeit Leistungen vom kleinsten technischen Detail bis zu einer größtmöglichen, künstlerischen Anstrengung miteinander verbindet.“